# Тбіліський цирк
Тбіліський цирк — головний цирк Тбілісі, побудований у стилі сталінського ампіру.

## Історія
Історія цирку починається з 1888 року. У 1911 році будівля цирку сгоріла під час пожежі. У 1939 році Сталін започаткував побудову нової будівлі для цирку. Новий цирк став одним найкращих у СРСР (2000 глядацьких місць). Після розпаду СРСР цирк прийшов у занедбаний стан. Тільки у 2007 році Бадрі Шалвович Патаркацишвілі викупив будівлю та почав її реконструкцію. Однак повноцінно цирк розпочав свою роботу у 2011 році.